# Obba Babatundé
Obba Babatundé, pseudonimo di Donald Cohen (New York, 1º dicembre 1951), è un attore statunitense.

## Biografia
Fratello di Akin Babatundé, l'attore è attivo in campo teatrale, televisivo e cinematografico. Babatundé ha recitato in numerosi musical a Broadway, tra cui Dreamgirls (1985) e Chicago (2006), oltre che il musical Follies a Los Angeles nel 2012.

## Filmografia parziale

### Cinema
- Il silenzio degli innocenti (The Silence of the Lambs), regia di Jonathan Demme (1991)
- L'altro delitto (Dead Again), regia di Kenneth Branagh (1991)
- Coppia d'azione (Undercover Blues), regia di Herbert Ross (1993)
- Philadelphia, regia di Jonathan Demme (1993)
- Mi sdoppio in 4 (Multiplicity), regia di Harold Ramis (1996)
- Due sballati al college (How High), regia di Jesse Dylan (2001)
- John Q, regia di Nick Cassavetes (2002)
- La famiglia della giungla (The Wild Thornberrys Movie), regia di Cathy Malkasian e Jeff McGrath (2002) - voce
- Le pagine della nostra vita (The Notebook), regia di Nick Cassavetes (2004)
- After the Sunset, regia di Brett Ratner (2004)
- The Manchurian Candidate, regia di Jonathan Demme (2004)
- La profezia di Celestino (The Celestine Prophecy), regia di Armand Mastroianni (2006)
- Scooby-Doo! e il Festival dei vampiri (Scooby-Doo! Music Of The Vampire), regia di David Block (2012) – voce
- City of Lies - L'ora della verità (City of Lies), regia di Brad Furman (2018)

### Televisione
- The Tomorrow Man, regia di Bill D'Elia – film TV (1996)
- Friends – serie TV, episodio 3x12 (1997)
- Dawson's Creek – serie TV, 8 episodi (1999-2000)
- Everwood – serie TV, 1 episodio (2005)
- Cold Case - Delitti irrisolti (Cold Case) - serie TV, episodio 4x17 (2007)
- NCIS - Unità anticrimine (NCIS) - serie TV, episodio 6x18 (2009)
- Grey's Anatomy – serie TV, episodio 5x20 (2009)
- Criminal Minds - serie TV, episodio 5x17 (2010)
- Private Practice - serie TV, episodio 4x12 (2011)
- Beautiful (The Bold and the Beautiful) – soap opera, 77 puntate (2015-2020)
- S.W.A.T. - serie TV, 12 episodi (2018-2025)
- Forever - serie TV, 2 episodi (2018)
- Chicago Med - serie TV, 1 episodio (2021)

## Doppiatori italiani
Nelle versioni in italiano delle opere in cui ha recitato, Obba Babatundé è stato doppiato da:
- Diego Reggente in Dawson's creek, Everwood, Private Practice, Zampa 2 - I cuccioli di Natale
- Stefano Mondini ne Il silenzio degli innocenti, Hand of God, City of Lies - L'ora della verità
- Nino Prester in Philadelphia, John Q
- Roberto Draghetti in The Manchurian Candidate, Psych
- Ambrogio Colombo in Grey's Anatomy, Chicago Med
- Tony Fuochi in Due sballati al college
- Marco Balbi ne La profezia di Celestino
- Saverio Indrio in Material Girls
- Franco Mannella in Cold Case - Delitti irrisolti
- Nino D'Agata in NCIS - Unità anticrimine
- Antonio Palumbo in Criminal Minds
- Gino La Monica in Beautiful
- Giovanni Caravaglio ne L'ultimo Tycoon
- Roberto Fidecaro in Goliath
- Michele Gammino in S.W.A.T.
- Natale Ciravolo in Forever